# Tứ quái Sài Gòn
Tứ quái Sài Gòn là tên một bộ phim điện ảnh hài do hãng phim Lido sản xuất năm 1973. Phim quy tụ nhiều diễn viên nổi tiếng của miền Nam Việt Nam như Tùng Lâm, La Thoại Tân, Khả Năng, Thanh Việt, Thẩm Thúy Hằng, Kim Cương, Văn Giai, Túy Hoa.

## Lịch sử
Đây là một phim hài tiêu biểu của miền Nam trước 1975, được phụ đề bằng tiếng Hán và tiếng Pháp, phát hành đi nhiều nước châu Á.

## Nội dung
Tứ quái Sài Gòn gồm 4 người: Lùn (Tùng Lâm), Mập (Khả Năng), Râu (Thanh Việt) và Lúa (La Thoại Tân). Họ là bốn anh chàng nhà quê, một hôm nảy ý định khăn gói đến Sài Gòn, với hy vọng đổi đời. Bốn người đi tàu lửa chui lên đất Sài Gòn. Tại đây, do không hiểu đời sống thành thị, họ gây nên nhiều vụ náo loạn và hài hước.
Sau một phen đánh lộn trong quán ăn, họ được một bà chủ gánh hát mời vào đoàn. Đang hí hửng  vì tưởng đâu đã có nghề nghiệp ổn định, thì ngay trong buổi diễn đầu tiên, vở "Đổng Trác hý Điêu Thuyền", do không biết diễn tuồng mà chỉ biết nghịch ngợm, họ cho khán giả một phen cười bể bụng. Qua đêm diễn đó, họ được cô Tuyết (Thẩm Thúy Hằng), một người đẹp vốn phục vụ cho một băng xã hội đen - để ý. Cô Tuyết giới thiệu họ vào 1 đoàn phim để đóng phim kiếm hiệp, nhưng thực chất là huấn luyện để vận chuyển ma tuý. 4 người được dẫn ra 1 hòn đảo cách biệt đất liền.
Trong thời gian ở đây, ông trùm (Văn Giai) kêu cô Tuyết dùng "mỹ nhân kế" quyến rũ hai Lúa, để tiện việc thi hành động, tuy nhiên thời gian này cũng làm nảy nở 1 mối tình giữa cô Tuyết và hai Lúa. Đến mức cô Tuyết muốn giải thoát cho 4 người.
Khi "tứ quái" đang ở trên đảo, người yêu của tư Râu là cô Nhài (Kim Cương), từ quê khăn gói lên Sài Gòn tìm tư Râu. Cô tìm đến được hãng phim trá ngụy đó và được giữ lại.
"Tứ quái" ở lâu, đã chán cảnh hoang liêu, nhớ chuyện quê nhà. Họ liền nghĩ cách trốn đi và cũng trốn được nhờ một con thuyền chạy bằng quạt máy và bình điện. Nhưng ông trùm kêu 2 đứa đàn em đi tìm họ. "Tứ quái" lưu lạc vào Sân vận động Cộng Hoà, nghiễm nhiên trở thành 4 cầu thủ cho đội bóng LiĐô đang thất thế. Bằng tài năng của mình, họ giúp đội bóng lật ngược tỉ số với những màn trình diễn ngoạn mục nhưng cũng không kém phần hài hước. Tuy nhiên, kết thúc trận đấu, họ lại phải về đảo khi biết tin cô Nhài, người yêu tư Râu đang ở trên đảo.
Quay về đảo, 5 người (tính cả cô Nhài), được cô Yến mật báo về âm mưu của ông Trùm. Họ lại tìm cách chạy trốn. Trên đường vận chuyển ma túy qua rừng, đoàn xe của họ bị cảnh sát quốc gia kiểm tra. 6 người (tính cả cô Yến), báo cho chính quyền về việc này, dưới sự hăm he của ông Trùm và đàn em. Chuyện bại lộ, ông Trùm cùng đàn em bắt cô Tuyết và Nhài làm con tin, nhảy lên 1 chiếc Canô tẩu thoát. "Tứ quái" cùng cảnh sát đuổi theo.
Sau một hồi rượt đuổi trên biển, cảnh sát đã phối hợp với cô Tuyết, cô Nhài giải thoát được cho họ. Đồng thời cứu nhóm "tứ quái" bằng cách thông báo chiếc Canô họ đi đã bị gài bom. Ông Trùm và đồng bọn bị bắt.
Phim kết thúc trong tiếng còi tàu dẫn "Tứ quái" về quê. Cô Tuyết đồng ý theo hai Lúa về quê làm nông. Bọn họ cùng mừng vui khi thoát khỏi cuộc sống thành thị nhiều bon chen phức tạp.